# Paradrina jacobsi
Paradrina jacobsi là một loài bướm đêm trong họ Noctuidae.